# 펠레티 테오
펠레티 페니탈라 테오(Feleti Teo, 1962년 10월 9일~)은 투발루의 정치인이자 변호사로, 2024년부터 투발루의 14대 총리를 맡고 있다. 총리 재임 전 중서부태평양수산위원회(WCPFC)의 전무 이사를 맡았다.

## 경력
테오는 의회의 반대표 없이 선출된 후 2024년 2월 26일 총리로 임명되었다.
그는 오세아니아 지역의 다국적 기업에서 여러 고위 임원직을 맡았다. 2008년에는 태평양 제도 포럼(PIF) 사무 총장 대행을 역임하기도 하였다.
투발루는 중화민국(대만)과 외교 관계를 유지하는 12개 국가 중 하나로서, 테오는 대만과 민주적 가치를 공유하고 있다며 대만과 단교하고 중국과 수교를 맺는 방안은 배제하고 있다고 밝혔다. '하나의 중국' 원칙을 강조하는 중국의 주장에 대해서는 "우리는 두 개의 중국 논쟁에 참여할 시간도 이유도 없다"고 말하기도 하였다.
그는 또 제3국과의 안보 협정을 맺을 때 오스트레일리아와 상호 합의해야 한다는 조항은 "다시 검토해야 한다"고 밝혔다.